# Psychomyia forcipata
Psychomyia forcipata is een schietmot uit de familie Psychomyiidae. De soort komt voor in het Palearctisch gebied.